# Torbiera

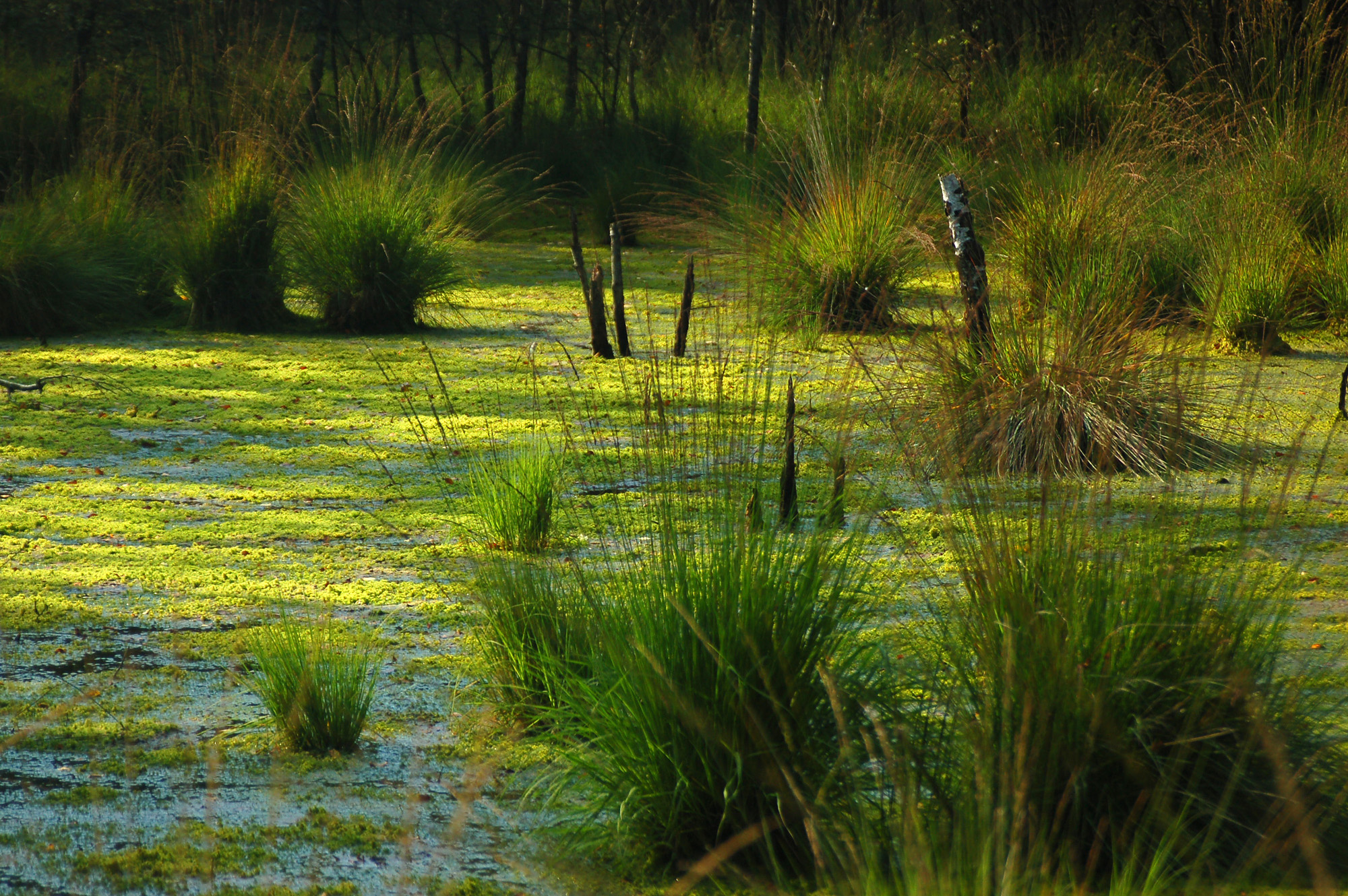
Lütt-Witt Moor, una torbiera a Henstedt-Ulzburg nella Germania settentrionale.

La torbiera è un ambiente caratterizzato da grande abbondanza di acqua (acquitrino o palude) in movimento lento e a bassa temperatura. In tale ambiente si sviluppa una vegetazione prevalentemente erbacea tipica di luoghi umidi, briofite (muschi) ma anche Gramineae (graminacee), Cyperaceae ed altre. Il termine è usato sia per indicare una palude su un suolo ricco di torba o una palude alta o intermedia. Di conseguenza, ogni torbiera è anche una palude, ma non tutte le paludi sono classificabili come torbiere.
In ambiente umido e freddo in presenza di consistenti quantità di composti tannici e di sostanze acide, l'attività dei batteri che naturalmente degradano la sostanza organica viene fortemente inibita, per di più l'ambiente limoso e con scarsa circolazione di acqua e quindi povero di ossigeno rende inospitale l'ambiente per i microrganismi. Il materiale vegetale che deriva dal ciclo biologico delle piante che vivono nella torbiera, tende quindi progressivamente ad accumularsi in strati dando origine alla torba, unitamente a resti di animali come gli insetti.
In certe condizioni, prevalentemente in climi umidi e freddi in ambiente acido anche la decomposizione dei tessuti animali viene completamente inibita, conservando in modo spesso stupefacente manufatti, animali morti e resti umani. Sono celebri i cadaveri ritrovati in Europa settentrionale, vittime spesso di sacrifici umani e conosciuti col nome di "mummie di palude".
Poiché il processo di formazione è favorito dalle basse temperature e condizionato dal rapporto tra precipitazioni ed evapotraspirazione, la diffusione delle torbiere è molto maggiore nelle zone settentrionali d'Europa a clima piovoso e temperato e nelle zone alpine, mentre sono progressivamente meno frequenti nelle aree più calde e pressoché assenti nelle regioni mediterranee. L'interesse geobotanico per le torbiere in queste aree è particolarmente elevato proprio perché in esse vengono ospitate specie vegetali artico-alpine al limite meridionale della loro distribuzione.

## Formazione

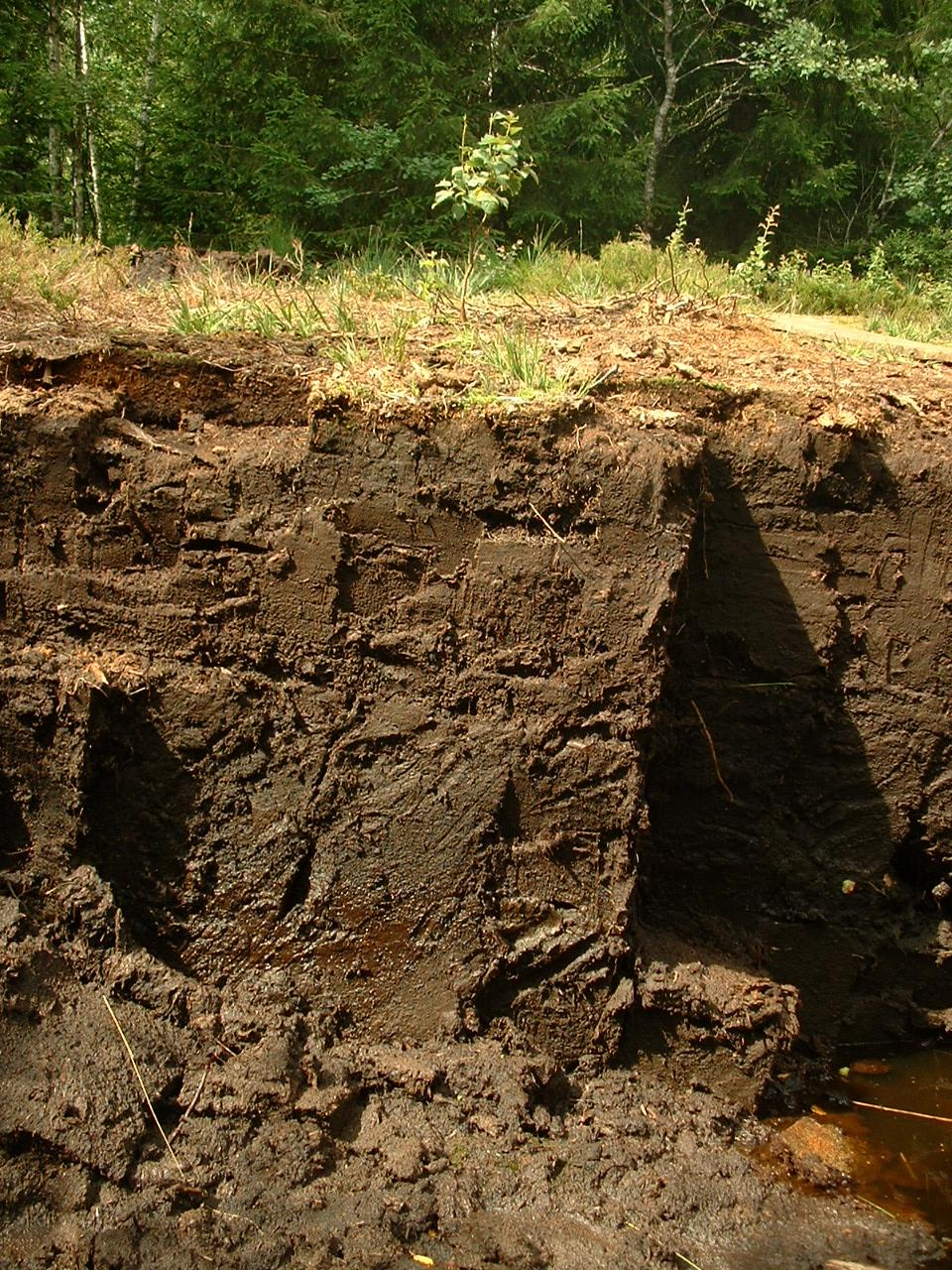
Torba

La nascita di una torbiera è la conseguenza di un processo che prende avvio con l'interramento di uno specchio d'acqua o con l'impaludamento di una superficie asciutta. In entrambi i casi la prima fase è caratterizzata dalla presenza di uno strato di acqua libera e la sostanza organica depositata proviene in massima parte dal ciclo biologico delle alghe e degli organismi che vivono sul fondo (bentonici).
Successivamente si osserva la comparsa di piante flottanti o radicate in acque relativamente profonde i cui depositi si innalzano progressivamente fino a raggiungere il pelo dell'acqua. Quindi la torbiera vera e propria inizia il suo sviluppo “semiterrestre” con la diffusione delle specie tipiche che radicano al di sopra del pelo dell'acqua.
Si innesca una moderata sequenza stagionale di secca-ossigenazione seguita da una successiva fase di alluvione-anossia.
Con il passare del tempo la massa torbosa tende lentamente ad alzarsi per effetto del continuo deposito di nuova sostanza organica dando origine a cumuli all'interno dei quali la torba degli strati sottostanti viene pressata dal peso del nuovo materiale di accumulo. La struttura fortemente igroscopica della torba fa sì che questi “cuscinetti” si imbevano d'acqua e costituiscano una sorta di spugna che da un lato trattiene l'acqua meteorica e dall'altro, per effetto della capillarità, facilita la risalita della falda.
La condizione delle basse temperature è assolutamente fondamentale, dato che la solubilità dell'ossigeno nell'acqua aumenta col diminuire della temperatura; quindi, nella zona alluvionata e gelida, possono permanere condizioni di ossigenazione sufficienti alla crescita anche rigogliosa della vegetazione (spesso acidificante) anche a discreta profondità. Quando la crescita della vegetazione stessa provoca l'affondamento di quella morta (compresi gli animali e inerti inclusi), i materiali deposti scendono rapidamente nello strato anossico (e soprattutto acido), dove la vita anche batterica non è più possibile e dove i materiali sono intrappolati.
Man mano che, a seguito dell'elevazione, la superficie esposta all'aria aumenta, il contatto con l'ossigeno induce processi di mineralizzazione della sostanza organica con conseguente liberazione di nutrienti, aumento della fertilità del substrato e colonizzazione da parte di specie più esigenti rispetto a quelle tipiche di torbiera. Frequentemente si assiste alla colonizzazione da parte di cespugli, che determinano il caratteristico paesaggio della torbiera.
Le torbiere vengono definite attive finché prosegue il deposito di nuova sostanza organica. Spesso la evoluzione della torbiera è a suolo planiziale compatto coperto da normale manto erboso e arboreo, mentre nel sottosuolo a poca profondità permangono giacimenti di torba.

## Classificazione

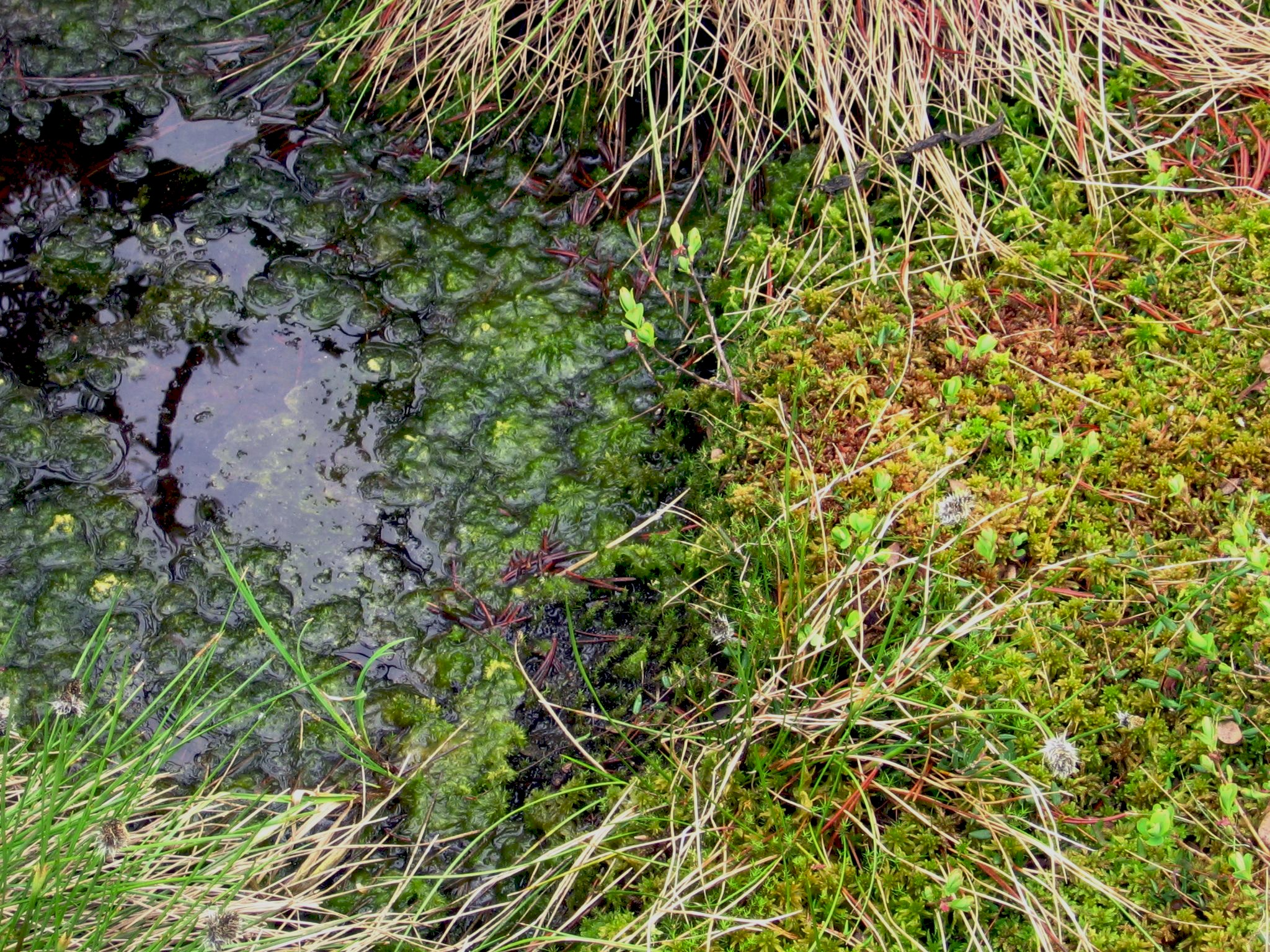
Vegetazione di una torbiera di sfagni, Tříjezerní slať nella Selva Boema.

Il criterio di classificazione delle torbiere si riferisce alle modalità di formazione e alle associazioni vegetali che in esse si instaurano e ne determinano lo sviluppo.
- Torbiere alte (paludi alte, torbiere ombrogene o sfagnete[1]) sono definite quelle in cui la massa organica tende a formare cuscinetti che si innalzano rispetto alla falda. Dal punto di vista idrico le torbiere alte non hanno accesso all'acqua freatica, ricca di sostanze nutrienti, bensì sono alimentate prevalentemente dalle precipitazioni meteoriche che, praticamente prive di nutrimenti, determinano una situazione di carenza di nutrienti minerali (oligotrofia).[1] Ciò determina un ambiente con forte acidità e scarsa presenza di sostanze nutrienti e ossigeno, al quale si adattano solo poche specie vegetali ed in particolare gli sfagni.[1] Questi stessi contribuiscono a rendere inospitale l'ambiente per altre specie vascolari poiché il loro particolare meccanismo di assorbimento dei sali minerali porta ad un'ulteriore acidificazione del terreno.
- Torbiere basse (torbiere a tappeto o cariceti) sono quelle che mantengono invece un profilo orizzontale. L'alimentazione idrica proviene prevalentemente dal suolo, per scorrimento idrico superficiale e profondo se si sviluppano su pendii (torbiere “soligene”), per risalita della falda freatica se sono localizzate in depressioni del suolo (torbiere “topogene”). La maggiore disponibilità di nutrienti e la ridotta acidità del substrato (che in alcuni casi può risultare anche leggermente alcalino) determinano la presenza di una vegetazione più varia con dominanza di Cyperaceae (Carex spp. e Scirpus ssp.) e Gramineae e con la presenza di muschi appartenenti a generi diversi.
- Torbiere di transizione vengono considerate quelle in cui sono compresenti le caratteristiche delle torbiere alte e basse con predominanza delle une o delle altre a seconda della natura prevalente degli apporti idrici, della disponibilità di nutrienti, dell'orografia del suolo e di altri fattori minori.